# Палаццо Фортуни
Палаццо Фортуни (итал. Palazzo Fortuny), также известный как Палаццо Пезаро Орфеи  (итал. Palazzo Pesaro degli Orfei), — исторический дворец в Венеции, в северной Италии. Он был построен для семьи Пезаро в XV веке в стиле венецианской готики. С 1902 года дворец служил домом для модельера Мариано Фортуни и его жены Анриэтты Негрин:49. Ныне в здании расположен Музей Фортуни (итал. Museo Fortuny).

## История
Дворец находится в сестьере (район Венеции) Сан-Марко, в центре города, между церковью Сан-Бенето и каналом Ка'Микель. Северный фасад здания выходит на улицу Пезаро:49:494.
Дворец был построен в XV веке по заказу Бенедетто Пезаро, члена известной семьи Пезаро, и является одним из нескольких дворцов этой семьи в Венеции. Род Сан-Бенето, одна из ветвей семьи Пезаро, пресёкся к концу XVII века, а с 1720 года дворец сменил множество  различных арендаторов. Среди них были: типография Альбрицци, две музыкальные ассоциации (Академия дельи Орфеи с 1786 года и Общество Аполлинеа с 1835 года):189. На протяжении большей части XIX века здание делилось и сдавалось различным ремесленникам. К тому времени, когда Мариано Фортуни основал в здании свою первую Венецианскую студию (в последние годы века), там было около 350 арендаторов:49:6. Постепенно он скупал пространство дворца, разрушая более поздние разделительные стены и постепенно восстанавливая комнаты в их прежнем виде; в 1902 году Фортуни сделал его своей резиденцией:49. В 1907 году вместе со своей будущей женой Анриэттой Негрин он основал небольшую мастерскую; в течение нескольких лет два этажа дворца были заняты изготовлением одежды и текстиля из шёлка и бархата.
Фортуни умер в 1949 году, а в 1956 году дворец был подарен коммуне Венеции, которая полностью завладела им только в 1965 году, после смерти Анриэтты, вдовы Мариано Фортуни. Музей Фортуни был открыт в 1975 году:6. 